# John Mollo
John Mollo (Londra, 18 marzo 1931 – Froxfield, 25 ottobre 2017) è stato un costumista e scrittore inglese, noto principalmente per avere disegnato i costumi per la serie Guerre stellari.

## Biografia
Fin da giovanissimo John Mollo si interessò di uniformi militari europee e americane, su cui scrisse diversi libri. Questo interesse lo convinse a intraprendere la professione di costumista, ricoprendo dapprima il ruolo di consulente per il film I seicento di Balaklava, nel 1966, per poi diventare costumista a tutti gli effetti; debuttò in tale ruolo col film di George Lucas Guerre stellari del 1977, che gli valse il primo dei due Oscar (l'altro gli venne assegnato per Gandhi).
Oltre alla carriera di costumista, continuò ad essere consulente in materia di divise militari storiche per diversi film, come Barry Lyndon e Nicola e Alessandra.

## Filmografia
- Guerre stellari (1977)
- Alien (1979)
- L'Impero colpisce ancora (1980)
- Atmosfera zero (1981)
- Gandhi (1982)
- Cavalli di razza (1983)
- Greystoke - La leggenda di Tarzan, il signore delle scimmie (1984)
- King David (1985)
- Revolution (1985)
- Grido di libertà (1987)
- La guerra di Hanna (1988)
- Cacciatore bianco, cuore nero (1990)
- Air America (1990)
- Charlot (1992)
- I tre moschettieri (1993)
- Mowgli - Il libro della giungla (1994)
- Punto di non ritorno (1997)

## Premi e candidature
- due premi Oscar
  - 1978: Guerre stellari
  - 1983: Gandhi (insieme a Bhanu Athaiya)
- tre candidature al Saturn Award, di cui una vinta
  - 1978: Guerre stellari
- cinque candidature al premio BAFTA
- tre candidature al premio Emmy